# Jeff Horn
Jeffrey Horn Jr., detto Jeff (Brisbane, 4 febbraio 1988), è un pugile australiano.
Soprannominato "The Hornet" (Il calabrone), è stato detentore del titolo mondiale WBO dei pesi welter dal 2017 al 2018. In precedenza ha posseduto anche il titolo australiano di categoria, nonché di altre cinture continentali. 
Come dilettante ha rappresentato l'Australia in numerose competizioni internazionali, come i mondiali dilettanti 2011 e le Olimpiadi di Londra 2012.

## Biografia
Jeffrey Horn nasce a Brisbane, in Australia, figlio di Jeffrey Sr., di professione costruttore, e di Liza Dykstra, membro dell'organizzazione caritatevole Società di San Vincenzo de' Paoli.

## Carriera

### Professionista
Horn compie il suo debutto da professionista il 1º marzo 2013, all'età di venticinque anni, quando sconfigge il neozelandese Jody Allen per KO tecnico al secondo round.
Il 2 luglio 2017 affronta al Suncorp Stadium di Brisbane il trentottenne campione del mondo WBO Manny Pacquiao. Partito da grande sfavorito, Horn mette in mostra una prova di grande determinazione dinnanzi al pubblico di casa: malgrado una boxe non particolarmente elegante dal punto di vista tecnico, l'australiano si dimostra un avversario solido sia a livello fisico che mentale e sempre reattivo sulle gambe. Completamente diverso è l'approccio di Pacquiao, che si affida a colpi singoli e lunghe pause, costretto a subire la fisicità dello sfidante per tutta la durata del match. Per la sorpresa generale, al termine di dodici round il pugile di casa viene dichiarato vincitore per decisione unanime dei giudici (111-117, 113-115 e 113-115). I punteggi ufficiali destano tuttavia vivaci polemiche e la WBO, su richiesta del filippino, decide di affidare a una sua commissione (composta da cinque membri) il compito di revisionare il verdetto; l'ex campione WBO vede respinto anche il suo ricorso: tre dei cinque  giudici dichiarano Horn vincitore, uno si schiera con Pacquiao mentre l'ultimo reputa il match un pareggio.
Dopo aver difeso la cintura dall'assalto dell'inglese Gary Corcoran, il 9 giugno 2018 viene detronizzato dall'ex campione indiscusso dei superleggeri Terence Crawford, che ha la meglio su di lui per KO tecnico al nono round.